# Gran Sinagoga de Bagdad
La Gran Sinagoga de Bagdad (àrab: كنيس بغداد العظيم, Kanīs Baḡdād al-ʿAẓīm) fou una antiga sinagoga de Bagdad, capital de l'Iraq, a prop de l'indret on hi havia hagut la sinagoga construïda pel rei Jeconies, que va ser exiliat de la Terra d'Israel a Babilònia l'any 597 abans de Crist. L'edifici fou restaurat i actualment serveix com a museu.

## Història
Segons la Bíblia, Jeconies fou el dinovè rei de Judà i regnà sota el jou de Babilònia. Era fill del rei Joiaquim i la jerusalemita Nehuixtà. Pertanyia a la Casa de David i a la Tribu de Judà. Quan tenia set anys, el seu avi Josies va plantar cara al faraó Necó d'Egipte, que volia creuar el regne de Judà per anar a lluitar contra Babilònia, i resultà mort a la batalla de Meguidó. Després de les exèquies reials, el seu oncle Joahaz de Judà fou proclamat rei de Judà però poc després les tropes egípcies van entrar a Jerusalem i el van empresonar. Aleshores, el seu pare Eliaquim fou coronat rei pel faraó Necó, qui li canvià el nom per Joiaquim. Als quinze anys, el regne fou ocupat per Nabucodonosor II de Babilònia. Tres anys més tard, el seu pare Joiaquim va rebel·lar-se però fou capturat i mort. En conèixer-se la notícia de la mort del seu pare, Nabucodonosor II va oferir-li el tron a Jeconies qui s'humilià públicament i acceptà.
Tres mesos després d'accedir al tron, Nabucodonosor II decidí saquejar els tresors del Temple de Jerusalem i va ocupar la ciutat el 16 de març de 597 aC. Jeconies va queixar-se i va ser deportat a Babilònia, juntament amb disset mil jueus més (la seva dona, el seu fill Salatiel, la resta de la família reial, tots els oficials i tots els notables, els artesans i els serrallers, els guerrers experimentats i els homes sabis). Tan sols a la gent més pobra se li va permetre quedar-se a les seves llars. Nabucodonosor II va nomenar rei de Judà l'oncle de Jeconies, Matanià, a qui va canviar el nom per Sedecies. Aquest però es va sublevar i fou deportat també a Babilònia. Uns anys més tard, es va declarar una amnistia política a Babilònia durant les festes de coronació del nou rei Evil-Merodac i Jeconies fou deixat en llibertat. Havia estat trenta-set anys tancat en una masmorra i ja no representava cap perill, fins i tot, com a mostra de bona voluntat del rei de l'imperi vers els pobles que el formaven, fou convidat a quedar-se al palau reial de Babilònia.